# Скрябін Адам Васильович
Адам Васильович Скрябін (нар. 30 травня 1896, Якутськ — пом. 1938, Москва) — якутський радянський хоровий диригент, фольклорист.

## Біографія
Народився 18 [30] травня 1896 в місті Якутську (тепер Республіка Саха, Росія). Навчився грати на багатьох музичних інструментах самостійно. 1917 року організував якутський аматорський хор. При якутській національній воєнній школі заснував духовий оркестр, який виконував революційні марші і пісні на демонстраціях, мітингах, зібраннях.
Протягом 1925—1927 років навчався на диригентсько-хоровому відділенні Московської консерваторії. Помер в Москві у 1938 році.

## Творчість
Наспівав якутські мелодії композитору Миколі Аладову і хоровому диригенту Костянтину Виноградову, які обробили їх для голосу і хору з фортепіано. Частина пісень увійшла в збірки «Якутські пісні з нотами» («Саха ырыларын ноталара», Москва, 1927) — перший друкований нотний збірник якутських народних пісень. 
Був одним з перших організаторів музичного життя і піонером хорового руху Якутії.